# Finale de la Coupe d'Angleterre de football de 2016
 (mars 2024).
La mise en forme du texte ne suit pas les recommandations de Wikipédia : il faut le « wikifier ».
Les points d'amélioration suivants sont les cas les plus fréquents. Le détail des points à revoir est peut-être précisé sur la page de discussion.
- Les titres sont pré-formatés par le logiciel. Ils ne sont ni en capitales, ni en gras.
- Le texte ne doit pas être écrit en capitales (les noms de famille non plus), ni en gras, ni en italique, ni en « petit »…
- Le gras n'est utilisé que pour surligner le titre de l'article dans l'introduction, une seule fois.
- L'italique est rarement utilisé : mots en langue étrangère, titres d'œuvres, noms de bateaux, etc.
- Les citations ne sont pas en italique mais en corps de texte normal. Elles sont entourées par des guillemets français : « et ».
- Les listes à puces sont à éviter, des paragraphes rédigés étant largement préférés. Les tableaux sont à réserver à la présentation de données structurées (résultats, etc.).
- Les appels de note de bas de page (petits chiffres en exposant, introduits par l'outil «  Source ») sont à placer entre la fin de phrase et le point final[comme ça].
- Les liens internes (vers d'autres articles de Wikipédia) sont à choisir avec parcimonie. Créez des liens vers des articles approfondissant le sujet. Les termes génériques sans rapport avec le sujet sont à éviter, ainsi que les répétitions de liens vers un même terme.
- Les liens externes sont à placer uniquement dans une section « Liens externes », à la fin de l'article. Ces liens sont à choisir avec parcimonie suivant les règles définies. Si un lien sert de source à l'article, son insertion dans le texte est à faire par les notes de bas de page.
- La présentation des références doit suivre les conventions bibliographiques. Il est recommandé d'utiliser les modèles {{Ouvrage}}, {{Chapitre}}, {{Article}}, {{Lien web}} et/ou {{Bibliographie}}. Le mode d'édition visuel peut mettre en forme automatiquement les références.
- Insérer une infobox (cadre d'informations à droite) n'est pas obligatoire pour parachever la mise en page.

Pour une aide détaillée, merci de consulter Aide:Wikification.
Si vous pensez que ces points ont été résolus, vous pouvez retirer ce bandeau et améliorer la mise en forme d'un autre article.
La finale de la FA Cup 2016 est un match de football entre Crystal Palace et Manchester United, organisé par la Football Association (FA) le 21 mai 2016 au stade de Wembley à Londres, en Angleterre. Il s'agissait de la 135e finale de la Football Association Challenge Cup (FA Cup) et du match phare de la principale compétition de coupe du football anglais. Il s'agissait de la première participation de Manchester United à la finale de la FA Cup depuis 2007, année où les Mancuniens s'étaient inclinés 1-0 face à Chelsea. Crystal Palace disputait sa deuxième finale de FA Cup, la précédente ayant eu lieu en 1990, lorsqu'il s'était incliné face à Manchester United après un match à rejouer à la suite d'un match nul 3-3 lors de la première rencontre.
Pour ce match le trio arbitral était composé de Mark Clattemburg comme arbitre principale avec comme adjoint Andy Halliday et John Brooks, le quatrième arbitre étant Neil Swarbrick.
Le match a été joué devant 88 619 spectateurs qui ont vu la première mi- temps se solder sur le score de 0-0. En deuxième période Jason Puncheon a marqué pour Crystal Palace à la 78ème minute avant que Juan Mata n'égalise trois minutes plus tard. Le temps réglementaire s'est donc fini sur le score de 1-1 laissant place aux prolongations qui ont vus Jesse Lingard marqué pour Manchester United offrant la victoire à son club.
Wayne Rooney a été nommé homme du match et l'entraineur Louis Van Gaal a remporté son seul trophée avec Manchester United, il sera limogé deux jours plus tard.

## Chemin vers la finale

### Crystal Palace
Crystal Palace comme toutes les équipes de Premier League rentre dans la compétition au 3ème tour, le 9 janvier 2016 en étant opposé à Southampton une autre équipe de Premier League contre laquelle ils se sont imposés à domicile deux buts à 1.
Au quatrième tour, le 30 janvier ils sont a nouveau opposés à une équipe de première division Stoke City, qu'il batte sur le score d'un but à zéro, Zaha étant l'unique buteur du match.
Lors du cinquième tour Crystal Palace était opposé pour la troisième fois consécutive à une équipe de Premier League en affrontant Tottenham le 21 février. Cette rencontre s'est elle-aussi soldé sur le score de 1 but à zéro, but marqué par Martin Kelly dans le temps additionnel de la première mi-temps. Cette victoire permet à Crystal Palace de se qualifier pour les quats de finale de la FA Cup pour la première fois depuis 21 ans et l'édition 1994-1995.
Ces quarts de finale les opposes pour la première fois de la compétition à une équipe de seconde division; Reading dans un match qui se dispute le 11 mars au Madejski stadium. S'ils ont souffert dans ce match, l'expulsion d'un défenseur de Reading, provoquant en plus un pénalty transformé par Cabaye, leur permet de se qualifier 2-0 avec un autre but marqué dans le temps additionnel par Fraizer Campbell.
La demi-finale a lieu le 24 avril et les oppose à Watford au stade de Wembley sur terrain neutre. Bolasie et Wickham permettent à Crystal Palace de l'emporter 2 buts à 1 et de se qualifier pour la finale.

### Manchester United
Tout comme Crystal Palace, Manchester United profite de son statut d'équipe de Premier League et rentre dans la compétition seulement au troisième tour. Ils accueillent alors Shefield United alors en League One  à Old Trafford le 9 janvier 2016. Durant ce match l'équipe de Manchester va avoir beaucoup de mal à marqué et va finalement s'en remettre à un pénalty obtenu par le remplaçant Depay et transformé par Wayne Rooney.
Au tour suivant ils héritent au tirage au sort de l'équipe de Derby Country qui évolue en Championship.
Rooney, Blind, et Mata sont les buteurs pour United qui va s'imposer à et mettre fin à une série de  victoires par  but.
Au cinquième tour Manchester United joue à l'extérieur l'équipe de League One, Shrewsbury Town dans son stade de New Meadow le 22 février. Pendant ce match Manchester va logiquement dominé son adversaire l'emportant 3-0 avec des buts de Smalling et Mata en première période puis de Lingard au retour des vestiaires.
Les quarts de finale ont vus United être confrontés à l'équipe de Premier League West Ham. Dans ce match disputé à Old Trafford c'est l'équipe visiteuse qui va prendre l'avantage en seconde mi-temps grâce à un coup franc de Dimitri Payet trompant David de Gea. Martial a ensuite égalisé pour United et le match s'est clos sur le score de 1 partout. En raison du score nul le match a dû être rejoué ce qui fut le cas un mois plus tard; le 13 avril, mais cette fois-ci dans le stade de West Ham. Ce match fut remporté deux buts à un par Manchester United avec des buts de Rashford et Fellaini, résultat leur permettant de rejoindre les demi-finales.

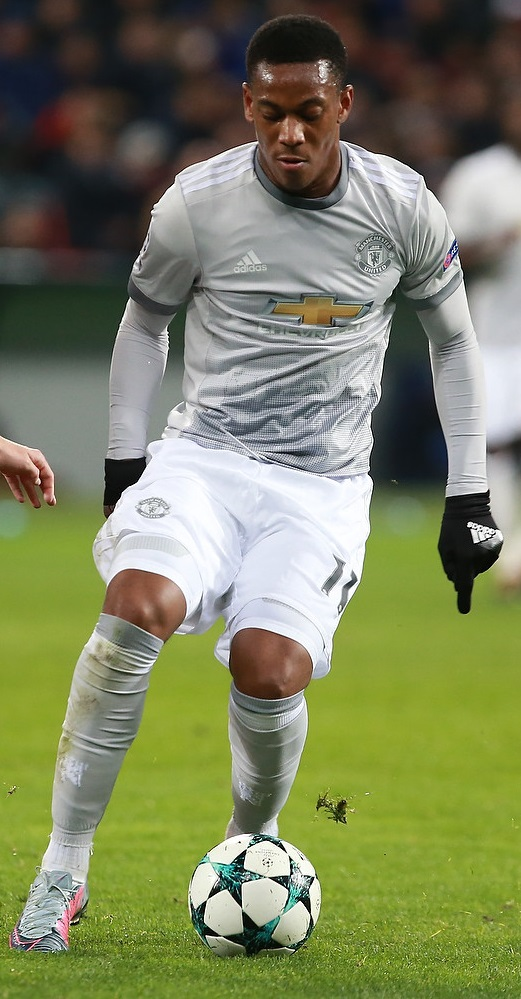

Ce match eu lieu dix jours plus tard le 23 avril au stade de Wembley. Fellaini a donné l'avantage aux reds devils (surnom de l'équipe de Manchester United) avant que Smalling ne tacle le ballon dans son propre but. Martial a dans le temps additionnel, de nouveau sauvé son club en marquant le but de la qualification. Au cours de ce match de Gea a arrêté un pénalty de Lukaku.

## Finale

### Avant-match
Manchester arrive en finale en ayant gagné 6 de ses 10 derniers matchs de championnat, dont le dernier le 17 mai contre Bournemouth soit quatre jours avant la finale, finissant ainsi cinquième du championnat.
Crystal Palace vit quant à lui une saison compliquée hormis cette finale et ne compte que 2 victoires sur ses 10 derniers matchs de championnat achevé à la 15e place.
En ce qui concerne les compositions, Manchester évolue lors de cette finale dans le schéma qu'ils ont le plus utilisé de la saison avec un 4-1-4-1. Alors que Crystal Palace jouera en 4-2-3-1.

### Déroulé du match
La première mi-temps fut assez animée, Crystal Palace crut même ouvrir le score à la 17e minute par l'intermédiaire de Wickham mais l'arbitre avait arrêté le jeu pour une faute de Smalling qui reçut un premier carton jaune. Deux autres joueurs de Manchester furent sanctionnés : le latéral gauche Rojo à la 40e et Mata à la 45+1. Malgré de nombreuses occasions des deux côtés, le score restait vierge.
Manchester donna le coup d'envoi de la seconde mi-temps, aucun changement n'avait eu lieu à la pause.
À la 47e minute, le défenseur Dann commettait une faute sur Rashford et recevait lui aussi un carton jaune. À la 52e minute, Rashford transmettait le ballon à Fellaini dont le tir heurtait la barre transversale. United touchait à nouveau les montants lorsque sur un centre du latéral droit Antonio Valencia, la tête d'Anthony Martial trouvait le poteau de la cage de Hennessey, une minute plus tard le défenseur de Crystal Palace, Delaney était lui aussi sanctionné d'un carton jaune pour une faute sur Rojo qui blessé ne pouvait pas continuer, les coachs commencèrent alors à faire leurs changements, à la 66e minute Rojo fut remplacé par Darmian puis 6 minutes plus tard Rashford, touché au genou, laissa sa place à Ashley Young et Cabaye à Puncheon. Coaching gagnant car c'est ce même joueur qui donnait l'avantage à son équipe à la 78e après un corner mal dégagé par Fellaini. La joie fut de courte durée pour Crystal Palace car United parvenait à égaliser 3 minutes plus tard à la suite d'une course vers l'avant et un centre de Rooney vers Fellaini qui remettait vers Mata qui finissait d'une volée déviée par Ward 1-1. À la 86e minute, Wickham laissait sa place à Gayle puis Rooney était sanctionné lui aussi d'un carton jaune à la suite d'un tacle en retard sur Ward. Au début des arrets de jaune Mata laissait sa place à Lingard avant que Crystal Palace épuise aussi ses 3 changements avec la sortie de Dann blessé et remplacé par Adrian Mariappa. Le score ne bougera plus, entraînant les deux équipes en prolongation.
Dès le début des prolongations, Zaha est tombé dans la surface mais l'arbitre a estimé qu'il n'y avait pas pénalty. Le match devenait nerveux et Fellaini recevait un jaune pour avoir mis un coup de coude à Jedinak, puis juste avant la mi-temps des prolongations, Smalling recevait un deuxième jaune et était donc expulsé pour une faute sur Bolasie devenant ainsi le quatrième joueur de l'histoire à être expulsé en finale de FA Cup. Pendant la seconde période des prolongations, James McArthur recevait un jaune pour une faute sur Lingard. La délivrance arrivée à la 110e minute pour United quand après un centre de Valancia mal dégagé par Delaney, Lingard envoyait le ballon dans la lucarne pour porter le score à 2-1. Il reçut un jaune pour avoir enlevé son maillot en célébrant. Après 2 nouvelles minutes de temps additionnel, United pouvait exulter et remportait sa douzième FA Cup, la première depuis 2004.